# World So Cold
«World So Cold» (рус. Мир Так Холоден) — второй сингл ню-метал группы Mudvayne, с их второго альбома The End of All Things to Come. Песня отличается от других работ с альбома тем, что она более мелодичная, но с середины становится более тяжелой.

## Значение песни
Лирика песни имеет глубокий, тяжелый и печальный смысл. В песне поется о чувстве обиды на общество. Песня достаточно личная для Чеда Грея

## Клип
В клипе группа играет в комнате, где вокруг исполнителей «стоят» вырезки людей из картона. Клип был снят в Торонто, Канада. Режиссёром клипа выступил Кристофер Миллс.

## Чарты
| Чарт (2003)                     | Позиция |
| ------------------------------- | ------- |
| США (Billboard Mainstream Rock) | 16      |